# Psicología sistémica

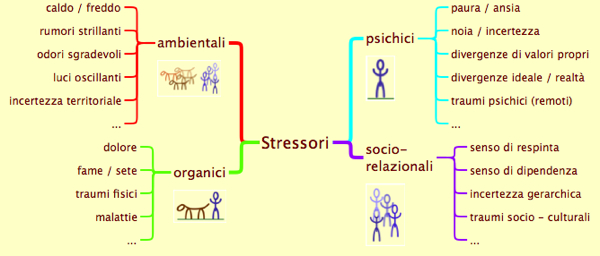
Gráfica autoexplicativa de Stressori.

Origen de la psicología sistémica. Antes de ir al origen hay que señalar la reiterada discusión acerca de si la psicología sistémica alcanza o no a ser una escuela psicológica con todo lo que ello representa. Quienes lo niegan se amparan en que la psicología sistémica se construyó sobre constructos teóricos que no le son propios, como la teoría general de sistemas, la cibernética y la pragmática de la comunicación. Quienes lo defienden señalan que este modelo se ha ocupado de las mismas cuestiones esenciales de las que se han ocupado las otras escuelas; ha desarrollado una postura sobre los problemas psicológicos, ha señalado un objeto de estudio para la psicología y ha construido mecanismos de acción que le han permitido posicionarse no sólo en la psicología familiar sino en los diferentes ámbitos profesionales de la psicología (educativa, organizacional, social comunitarias, etc.).
El movimiento sistémico en psicología se conoce mejor con el nombre de “terapia familiar sistémica”, gracias a que su evolución ha tenido lugar, básicamente, en el campo de la terapia con familias, desde el comienzo, con un miembro esquizofrénico; su trabajo ha consistido en una gran cantidad de interesantes investigaciones y en el desarrollo de novedosas y poderosas técnicas de intervención con estas. (Garibay, 2013)
- Datos: Q1452527
- Multimedia: Systems psychology / Q1452527